# Буфер (разтвор)
Вижте пояснителната страница за други значения на Буфер.
Буфер е понятие от химията, което означава разтвор, запазващ показателя си на киселинност или основност (pH) при добавяне на малки количества киселина или основа. Разтворителят може да бъде вода или друго вещество.
Буферните разтвори се приготвят от разтвор на слаба киселина и нейна сол със силна основа или от слаба основа и нейна сол със силна киселина.

## pH на буфер
Може да бъде изчислено посредством уравнението на Хендерсон-Хаселбах, което за буфер, приготвен от слаба киселина и нейна сол със силна основа, има вида:
{\displaystyle pH=pKa+log_{10}{\frac {[A^{-}]}{[HA]}},}
където [HA] и [A-] са равновесните концентрации на целите молекули слаба киселина HA и нейната спрегната основа A-, а pKa е отрицателният десетичен логаритъм от константата на киселинност на слабата киселина.